# Saxetophilus
Saxetophilus is een geslacht van rechtvleugeligen uit de familie veldsprinkhanen (Acrididae). De wetenschappelijke naam van dit geslacht is voor het eerst geldig gepubliceerd in 1930 door Umnov.

## Soorten
Het geslacht Saxetophilus omvat de volgende soorten:
- Saxetophilus gansuensis Wang, Zheng & Lian, 2006
- Saxetophilus mistshenkoi Naumovich, 1988
- Saxetophilus petulans Umnov, 1930
- Saxetophilus qinghaiensis Zheng, Chen & Li, 2012